# La princesa de los mil años
La princesa de los mil años (新竹取物語 1000年女王 Shin Taketori Monogatari: Sennen Joō?), cuyo título original es  Un nuevo cuento del cortador de Bambú: La reina de los mil años, es una serie de manga escrita e ilustrada por Leiji Matsumoto y cuya adaptación al anime fue dirigida por Nobutaka Nishizawa.
La serie tiene lugar en un universo ficticio, aunque con algunas características del nuestro, donde la historia gira en torno a Yayoi Yukino, la princesa de La-Metal, un planeta habitado por una especie de humanoides que intentan destruir la Tierra mediante una colisión entre ambos mundos, pero antes de eso, planean reclutar a varios humanos para volverlos sus esclavos. No obstante, Yayoi no está de acuerdo con ello y junto a sus compañeros decide detener el secuestro de los humanos y la colisión.
El manga fue publicado por primera vez en enero de 1980 por las editoriales Sankei Shimbun y Nishinippon Shimbun, en las revistas Sankei Shimbun y Nishinippon Sports, respectivamente, hasta su final en mayo de 1983. Más tarde, la historia fue adaptada a un anime producido por Toei Animation que tuvo un total de cuarenta y dos episodios, y fueron emitidos en Japón desde abril de 1981 hasta marzo de 1982 por la cadena televisiva Fuji TV. Asimismo, la obra ha dado lugar a una novela ligera y una película que sirvió como un spin-off.
Otras cadenas que han emitido la serie fuera de Japón son: Telecinco (España), Imevisión (México), Mangas (Francia), Tele 5 (Alemania), Rete 4 (Italia), Canal 13 (Chile), RTS (Ecuador) y Venezolana de Televisión (Venezuela). Mientras que en Estados Unidos, el anime fue combinado por Carl Macek y Harmony Gold con episodios de Capitán Harlock —otra serie escrita por Matsumoto—, creando de esta forma a Captain Harlock and the Queen of a Thousand Years.
El título original hace referencia al cuento del cortador de bambú y la princesa de la Luna, una de las piezas literarias más antiguas del Japón.

## Argumento

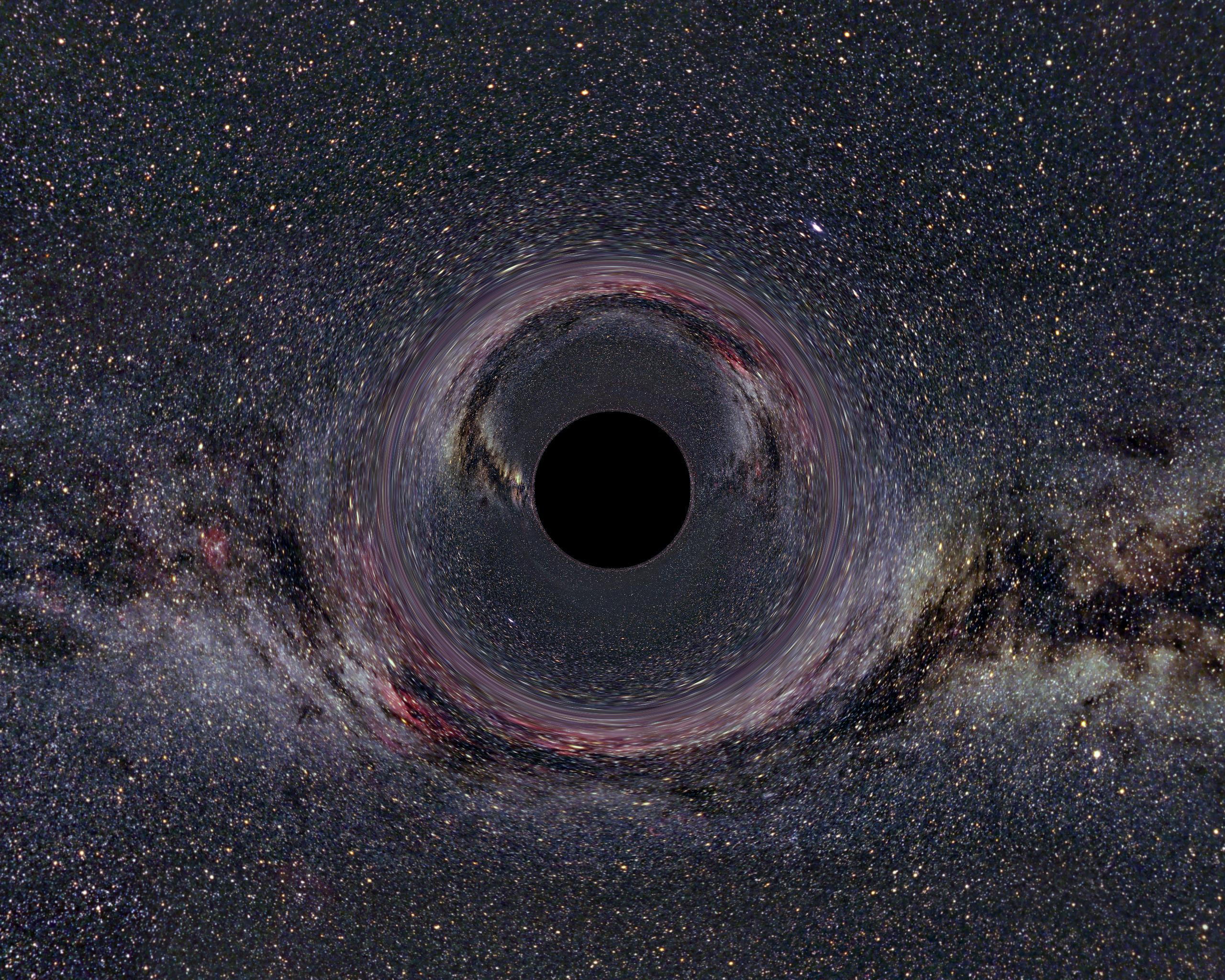
Simulación de como se vería un agujero negro, fenómeno que en la serie era el culpable de la órbita de La-Metal.

La serie tiene lugar en un universo ficticio ambientado en el año 1999, donde el profesor Amamori desde su observatorio en Tokio, había descubierto el décimo planeta del Sistema Solar, cuyo nombre era La-Metal. También observa, que el planeta La-Metal tiene una gran órbita excéntrica y se da cuenta de que estaba en curso a una colisión con la Tierra, calculando que el impacto sucedería el 9 de septiembre de 1999 a las 9 horas con 9 minutos y 9 segundos. Aunque el daño que recibiría el planeta La-Metal sería mínimo, la Tierra sería destruida. Posteriormente, descubren que el planeta La-Metal estaba habitado por una especie de humanoides que eran gobernados por una misteriosa reina, quien planeaba secuestrar a un gran número de seres humanos antes de la destrucción de la Tierra y esclavizarlos con ayuda de su hija, la princesa Yayoi Yukino. Sin embargo, Yayoi había estado viviendo, durante algún tiempo, en la Tierra, con la intención de establecer aquí, una colonia de su planeta natal, y por ello, comienza a cuestionar los planes de su madre.
Más tarde, Yayoi comienza a trabajar para el profesor Amamori y decide ofrecer su ayuda cuando descubre que el planeta La-Metal intenta destruir la Tierra. Hajime, —el joven sobrino del profesor Amamori— cuyos padres habían sido asesinados mientras diseñaban una nave espacial para tratar de ayudar a un pequeño grupo de humanos a escapar de la Tierra, también se une a la lucha para salvar el mundo. Cuando ambos planetas se acercaban a chocar, Yayoi descubre que un agujero negro era el culpable de la órbita del planeta La-Metal, así que hacen un plan para destruir el agujero negro y salvar a los dos mundos.

### Diferencias entre adaptaciones
En la adaptación al anime y en la película existen varias diferencias de acuerdo a la historia original del manga, como se puede notar, que en el manga y anime Yayoi es la secretaria privada del profesor, pero además, en la película también da clases en una escuela. Asimismo, Hajime en la película se presenta como un estudiante de Yayoi que intentaba proteger la Tierra de las tropas de La-Metal utilizando un Mitsubishi A6M Zero de un museo. Pero por otro lado, en el anime trata de actuar como pacificador entre ambos mundos y luego trata de ayudar a varias personas a escapar de la Tierra con una nave espacial antes de que ésta fuese destruida. Mientras que en el manga se le había colocado un implante cibernético que aumentaba su inteligencia y le permitía volar naves muy bien.

## Personajes principales
A continuación se describirán brevemente a los personajes principales de la obra y se nombrarán a los seiyū de la versión original japonesa:
- Yayoi Yukino (雪野 弥生 Yukino Yayoi?) cuyo nombre real era La Andromeda Promethium II (ラー・アンドロメダ・プロメシュームII世 Rā Andoromeda Puromeshūmu Nisei?), es la princesa de los mil años (1000年女王 Sennen Joō?) de la obra, puesto que por cada mil años una mujer del planeta La-Metal es enviado en secreto a la Tierra para tratar de controlarlo, y en este caso fue enviada Yayoi. En la versión japonesa del anime su seiyū fue Keiko Han,[8] mientras que en España a este personaje se la conoció como Lorena Yukino y le puso voz Bea García. En Hispanoamérica su voz fue realizada por Cecilia Gispert.

- Hajime Amamori (雨森 始 Amamori Hajime?) tiene un gran interés por el espacio exterior, y además está enamorado de Yayoi. Tiene una actitud honesta y amable, aunque inicialmente, quería vengarse de las personas que habían asesinado a sus padres, pero decide que es inútil guardar rencor, por lo que abandona ese plan. En la versión japonesa del anime su seiyū fue Keiko Toda,[9] mientras que en España a este personaje se la conoció como Eduardo Kaliptuz y se desconoce quién le puso voz. En Hispanoamérica su voz fue realizada por Cecilia Gispert.

- Profesor Amamori (雨森教授 Amamori-kyōju?) es el científico jefe de un observatorio. Es el tío de Hajime y más tarde se convierte en su tutor, ya que sus padres habían sido asesinados en una explosión. Amamori descubrió el décimo planeta, La-Metal, y determinó que éste iba a colisionar con la Tierra. En la versión japonesa del anime su seiyū fue Ichirō Nagai,[10] mientras que en España a este personaje se la conoció como Profesor Kaliptuz y le puso voz Gonzalo Faílde.

- Daisuke Yamori (夜森大介 Yamori Daisuke?) cuyo nombre real era Laars Mirui. Es el guardia personal de La Princesa de los Mil Años en la Tierra, al enterarse de sus verdaderas intenciones, Yamori se rebela ante su princesa y reúne a un grupo de soldados para que, pese a su limitante de recursos y a que la princesa los proscribe, se mantengan los esfuerzos para conseguir los objetivos primarios de la misión por lealtad a La-Metal. Ya que su planeta debe seguir su órbita viviendo 900 años en penumbra y sólo con 100 de la luz del sol. En la versión japonesa del anime su seiyū fue Tōru Furuya.

## Contenido de la obra

### Manga
El manga fue publicado originalmente el 28 de enero de 1980 hasta que finalizó el 11 de mayo de 1983, siendo publicado por las editoriales Sankei Shimbun y Nishinippon Shimbun en las revistas Sankei Shimbun y Nishinippon Sports. Ha habido varias versiones en la forma de publicar el manga, pero inicialmente fue publicada en cinco volúmenes, cada uno de aproximadamente doscientas páginas.

### Anime
El anime fue dirigido por Nobutaka Nishizawa y producido por Toei Animation, y fue emitido en Japón desde abril de 1981 hasta marzo de 1982 por la cadena televisiva Fuji TV; llegando a finalizar con un total de cuarenta y dos episodios.
En español la serie fue trasmitida por The Big Channel en Argentina, Canal 13 en Chile, por RTS en Ecuador, Telecinco en España, Imevisión en México.y Venezolana de Televisión en Venezuela. Otras cadenas que han emitido la serie son: Mangas en Francia, Tele 5 en Alemania, y Rete 4 en Italia. Mientras que en Estados Unidos, el anime fue combinado por Carl Macek y Harmony Gold con episodios de Capitán Harlock, otra serie escrita por Matsumoto, creando de esta forma a Captain Harlock and the Queen of a Thousand Years.
La primera temporada de la serie se lanzará en formato Blu-ray en América del Norte por Sentai Filmworks el 2 de septiembre de 2025.

### Banda sonora
La banda sonora de la serie fue compuesta y arreglada por Ryōdō Uzaki y Asakawa Tomoyuki. El tema de apertura, Cosmos Dream (コスモスドリーム Kosumosu Dorīmu?), fue cantado por Masaki Takanashi. Mientras que el tema de cierre, Excellent Legend (まほろば伝説 Mahoroba Densetsu?), fue interpretado por Manami Ishikawa. Ambas canciones tienen la letra de Yoko Aki, fueron compuestas por Ryōdō Uzaki, y fueron organizados por Motoki Funayama. 
Ishikawa fue seleccionado como candidato para trabajar con Takanashi en la image song, Love Is Flying on Wings (愛は翼に乗って Ai wa Tsubasa ni Notte?). La canción fue interpretada por la Queen Millennia Grand Orchestra y arreglada por Nozomi Aoki. Una segunda image song, Message from Space (星空のメッセージ Hoshizora no Messēji?), la cual fue cantada por Keiko Han y Slapstick, y organizada por Motoki Funayama. Las letras de ambas canciones fueron escritas por Yoko Aki y compuestas por Ryōdō Uzaki.

### Película
En marzo de 1982, la obra fue adaptada a una película que serviría como un spin-off del anime. El ambiente fue diseñado de una forma más futurista que el de la serie de televisión, aunque todavía con cierta apariencia al anterior. Asimismo, en esta adaptación hubo varias diferencias con la historia original del manga. La banda sonora de la película fue escrita e interpretada por Kitarō, mientras que los créditos de las canciones los recibió Dara Sedaka.

### Novela ligera
La princesa de los mil años también fue adaptada a una novela ligera por Kaeko Iguchi, Leiji Matsumoto y escritas por Keisuke Fujikawa, quien además escribió el guion para la película de la serie. La novela consta de dos volúmenes, los cuales fueron publicados por la editorial Sankei Shuppan. El primer volumen, «The Metal Bouquet» (ラーメタルの花束 Rā Metaru no Hanataba?), fue publicado en diciembre de 1980 y estaba compuesto por ciento ochenta y una páginas. Mientras que el segundo volumen, «The Black Hole» (ラー・暗黒太陽 Rā Ankoku Taiyō?), fue difundido en agosto y estaba compuesto por ciento ochenta páginas. 